# عبدالعزیز گرگی
عبدالعزیز گرگی (عبد العزیز القرجی؛ ۲ ژوئن ۱۹۲۸ – ۱۰ ژانویه ۲۰۰۸ (سن ۷۹)) یک نقاش اهل تونس بود. او یکی از موسسین مدرسه نقاشی تونس بود و یکی از شخصیت‌های برجسته فرهنگی تونس بود.